# Chó săn Smaland
Chó săn Smaland (tiếng Anh: Smaland Hound, tiếng Thụy Điển: Smålandsstövare) là một giống chó có nguồn gốc ở Thụy Điển vào thế kỷ XVI. Được cho là loài chó săn lâu đời nhất có nguồn gốc từ Thụy Điển, giống chó này được công nhận bởi Câu lạc bộ chó Thụy Điển vào năm 1921. Chúng là loài nhỏ nhất trong số các giống chó săn Thụy Điển và có các mảng đen và nâu tương tự như Rottweiler. Nó được công nhận quốc tế bởi Liên minh nghiên cứu chó quốc tế (FCI) và Câu lạc bộ đăng ký chó thuần chủng Liên bang (UKC). Chó săn Smaland được coi là một giống hiếm, ngay cả ở Thụy Điển bản địa của nó chỉ có khoảng sáu mươi con chó được đăng ký mỗi năm.

## Mô tả
Chó săn Smaland thường bị nhầm lẫn với giống Rottweiler do màu lông phổ biến, chó săn Smaland là giống chó thuộc loại scenthound lâu đời nhất ở Thụy Điển. Chúng có bộ lông dài trung bình với lớp lông ngắn hơn dày đặc, lông dài mọc trên đuôi và đùi. Màu phổ biến nhất của giống chó này là một bộ lông chủ yếu màu đen với các mảng màu nâu, mặc dù các mảng có thể có nhiều màu từ sắc thái hổ phách đến màu nâu đỏ.
Chúng có một cơ thể cứng rắn, chắc chắn, nhỏ gọn và gần như hình vuông. Đây là loài nhỏ nhất trong số những con chó săn ở Thụy Điển, với chiều cao là 41–53 cm ở các vai. Cân nặng trung bình là 15–20 kg. Chó săn Smaland có đuôi cộc tự nhiên.
Các đặc điểm trên khuôn mặt bao gồm lỗ mũi rộng và đen, mắt thường có màu nâu đậm. Đôi tai tròn, và được đặt khá cao trên hộp sọ, gập phẳng xuống hai bên.